# Biểu tình Nga 2011–2013
Biểu tình Nga 2011–2013 là biểu tình lớn nhất nước này (hình) từ khi Liên Xô sụp đổ để phản đối kết quả cuộc bầu cử Hạ viện mà họ cho là gian dối. Ủy ban Bầu cử trung ương Nga thông báo đảng Nước Nga thống nhất giành được 238/450 ghế (49,32% số phiếu) ở Duma Quốc gia. Đảng Cộng sản Nga giành được 92 ghế (19,19%); Đảng một nước Nga công bằng giành được 64 ghế (13,24 %) và Đảng Dân chủ tự do Nga giành được 56 ghế (11,67%).
Cuộc biều tình bắt đầu như một phản ứng quá trình bầu cử lập pháp Nga, một cuộc bầu cử mà rất nhiều nhà báo Nga và nước ngoài, các nhà hoạt động chính trị và các thành viên của công coi là có những thiếu sót thủ tục. Ngày 10 tháng 12 năm 2011, sau một tuần biểu tình quy mô nhỏ, Nga đã chứng kiến các cuộc biểu tình lớn nhất ở Matxcơva kể từ sự sụp đổ của Liên Xô. Trọng tâm của các cuộc biểu tình nằm vào đảng cầm quyền Nước Nga thống nhất, Vladimir Putin, Thủ tướng Chính phủ hiện nay và Tổng thống hai nhiệm kỳ trước, những người đã thông báo ý định chạy một đua thêm một lần nữa vào cuộc bầu cử Tổng thống Nga vào năm 2012.
Trong khi yêu cầu của người biểu tình không rõ ràng trong vài ngày đầu tiên của các cuộc biểu tình, đến ngày 10 tháng 12 năm 2011, họ đã trình bày tập trung lại thành năm điểm chính: tự do cho các tù nhân chính trị, huỷ bỏ kết quả bầu cử, yêu cầu Vladimir Churov (là người đứng đầu Ủy ban bầu cử) từ chức và mở một cuộc điều tra chính thức về gian lận bầu cử, đăng ký của các bên đối lập và luật pháp dân chủ mới về các bên và các cuộc bầu cử, và bầu cử dân chủ và cởi mở mới.

## Bối cảnh
Theo RIA Novosti, đã có hơn 1.100 báo cáo chính thức của cuộc bầu cử bất thường trên khắp đất nước, bao gồm các cáo buộc gian lận bầu cử, gây cản trở cho việc quan sát và vận động bất hợp pháp. Các thành viên của Đảng một nước Nga công bằng, Yabloko và Đảng Cộng sản Nga báo cáo rằng các cử tri đã đi lại giữa nhiều điểm bỏ phiếu để bỏ nhiều phiếu. Yabloko và đảng Dân chủ Tự do báo cáo rằng một số các quan sát viên của họ đã bị cấm chứng kiến niêm phong hòm phiếu và thu thập đoạn băng video, và một số căn cứ bị trục xuất khỏi các trạm bỏ phiếu. Đảng cầm quyền Nước Nga Thống nhất cáo buộc phe đối lập các bên đã tham gia vào chiến dịch tranh cử bất hợp pháp bằng cách phân phối các tờ rơi và báo chí tại các trạm bỏ phiếu và tại một số điểm bỏ phiếu cử tri đã được lệnh phải bỏ phiếu cho đảng Cộng sản với các mối đe dọa của bạo lực Có một số báo cáo gần như không thể phát hiện gian lận bầu cử - trao đổi của giao thức trạm bỏ phiếu cuối cùng trước khi hạch toán cuối cùng của Chủ tịch nhà ga, đã xảy ra muộn vào ban đêm khi hầu hết các nhà quan sát đã biến mất.